# مخطط التأقلم
مخطط التأقلم هو طريقة لدعم الأشخاص الذين يعانون من اليأس. هو جزء من نهج علم النفس الإجتماعي الذي يخص الصحة العقلية والحياة البسيطة والتي تشمل بيئة صحية،  تجاوباً من الأهل، محيط العيش، الأنشطة الصحية، التأقلم، القدرة النفسية والتعامل مع المرض. يشخص مخطط التأقلم اليأس، بأنه تجربة إنسانية عالمية. يركز على صحة النهج للتأقلم، وذلك لتنظيم الإحساس بأن يطغى الشعور الإيجابي على الشعور السلبي. تكون مبادرات مخطط التأقلم أكثر فاعلية عند إشراك الناس في عملية بلورة مخططات التأقلم.

## المنهج
يهدف مخطط التأقلم لتلبية احتياجات الأشخاص الذين يسعون للمساعدة في وقت الضيق، بما في ذلك التفكير في الانتحار. وذلك من خلال السؤال لماذا طلب شخص ما المساعدة، ويكون بالتالي التركيز على ما يحتاجه الشخص بدلاًمن التركيز على ما سيقدمه المساعد. وهذا يقدم بديلاً لطريقة تقييم الأخطارالمستخدمة على أوسع مدى،لمنع الانتحار من غير أدلة. يركز تقييم الاحتياجات والدعم على المتطلبات الفردية لكل شخص. وتصنف بأنها متدنية (التأقلم بشكل منفرد)، وتصنف بأنها متوسطة (ربما قد تحتاج دعما مهنياً قليل الكفاءة)، وتصنف عالية (تحتاج إلى دعم مهني عالى الكفاءة).

## تطبيقات
```
بالإضافة إلى تدريب منع الانتحار لخبراء الصحة، استُخدِم مخطط التأقلم لتدريب الصحفيين، ومساعدة العديد من الأشخاص للتأقلم بشكل أفضل، بما في ذلك القائمون بالرعاية، طلاب الجامعات، والأطفال لتحسين 
السلوك العاطفي
.
[
بحاجة لمصدر
]
```

في الوقاية من الانتحار
ابتُكَرمخطط التأقلم ليشارك في عملية منع الانتحار وذلك بعدة طرق: الأولى: بتأمين هيكل لدعم الأشخاص الباحثين عن المساعدة، بدلاً من انتظار تحولهم إلى خطركبير يؤدي بهم للانتحار. والثانية: التركيز على مساعدة الأشخاص في عملية التأقلم، بدلاًمن ترسيخ فكرة البقاء بعيداًعن الانتحار، والتي من الممكن أن تعزز في حد ذاتها فكرة الانتحار لدى الاشخاص. استراتيجيات التأقلم الصحي تعزز من سبل العيش الرغيد وتقلل من اليأس والتوتر. هذه الدراسة مهيأة للاستعمال في حالتين: الأدنى:المساعدون النفسيون أو وسائل المساعدة كالهواتف. والأعلى: خدمات عالية الكفاءة مثل أقسام الطوارئ أو وحدات عناية المرضى المقيمين.